# Lista de prefeitos de São Sebastião do Alto
Esta é a lista de prefeitos do município de São Sebastião do Alto, estado brasileiro do Rio de Janeiro.
| N° | Prefeito                                | Imagem                | Partido                                          | Início do mandato       | Fim do mandato                          | Observações |
| -- | --------------------------------------- | --------------------- | ------------------------------------------------ | ----------------------- | --------------------------------------- | --- |
| 1  | Francisco Salustiano Pereira            |                       | Partido Republicano Fluminense PRF               | 2 de agosto de 1923     | 30 de agosto de 1923                    | Intendente eleito em comícios populares, posteriormente destituído                                                                               |
| 2  | Carlos Schimmler                        |                       | União Democrática Republicano UDR                | 31 de agosto de 1923    | 18 de junho de 1924                     | Intendente nomeado pelo governo estadual |
| 3  | Eulógio Pereira de Queiroz              |                       | Partido Republicano Fluminense PRF               | 19 de junho de 1924     | 30 de dezembro de 1926                  | Intendente eleito em comícios populares |
| 4  | Júlio Vieitas                           |                       | União Democrática Republicano UDR                | 31 de dezembro de 1926  | 30 de dezembro de 1929                  | Intendente eleito em comícios populares |
| 5  | Francisco Salustiano Pereira            |                       | Partido Republicano Fluminense PRF               | 31 de dezembro de 1929  | 16 de novembro de 1930                  | Intendente eleito em comícios populares |
| 6  | Osório Alves Tavares                    |                       | Partido Republicano Fluminense PRF               | 17 de novembro de 1930  | 8 de janeiro de 1931                    | Prefeito nomeado pelo governo estadual |
| 7  | Carlos Schimmler                        |                       | Partido Libertador PL                            | 9 de janeiro de 1931    | 16 de fevereiro de 1932                 | Prefeito nomeado pelo governo estadual |
| 8  | José Lemgruber                          |                       | União Democrática Republicano UDR                | 17 de fevereiro de 1932 | 11 de agosto de 1936                    | Prefeito nomeado pelo governo estadual |
| 9  | Francisco Salustiano Pereira            |                       | Partido Republicano Fluminense PRF               | 12 de agosto de 1936    | 12 de dezembro de 1939                  | Prefeito eleito em sufrágio universal |
| 10 | José Lemgruber                          |                       | União Democrática Republicano UDR                | 13 de dezembro de 1939  | 8 de maio de 1944                       | Prefeito nomeado pelo governo estadual |
| 11 | José Braz Soares                        |                       | Partido Popular Radical PPR                      | 9 de maio de 1944       | 2 de abril de 1945                      | Prefeito nomeado pelo governo estadual |
| 12 | Hermes Pereira Ferro                    |                       | Partido Social Democrático PSD                   | 3 de abril de 1945      | 1° de fevereiro de 1946                 | Prefeito nomeado, posteriormente renunciou para concorrer às eleições                                                                            |
| -  | Délcio Vahia de Abreu                   |                       | União Democrática Nacional UDN                   | 2 de fevereiro de 1946  | 2 de fevereiro de 1947                  | Presidente da Câmara no cargo interinamente |
| 13 | Hermes Pereira Ferro                    |                       | Partido Social Democrático PSD                   | 3 de fevereiro de 1947  | 2 de fevereiro de 1951                  | Prefeito eleito em sufrágio universal |
| 14 | Délcio Vahia de Abreu                   |                       | União Democrática Nacional UDN                   | 3 de fevereiro de 1951  | 2 de fevereiro de 1955                  | Prefeito eleito em sufrágio universal |
| 15 | Hermes Pereira Ferro                    |                       | Partido Social Democrático PSD                   | 3 de fevereiro de 1955  | 4 de agosto de 1958                     | Prefeito eleito em sufrágio universal, posteriormente renunciou. O Vice-prefeito, João da Rocha Ferreira Júnior, que assumiria, também renunciou |
| -  | Odilon Pereira Daflon                   |                       | União Democrática Nacional UDN                   | 4 de agosto de 1958     | 30 de janeiro de 1959                   | Presidente da Câmara Municipal, completou o mandato                                                                                              |
| 16 | Francisco Mário Martins                 |                       | União Democrática Nacional UDN                   | 31 de janeiro de 1959   | 30 de janeiro de 1963                   | Prefeito eleito em sufrágio universal |
| 17 | Hermes Pereira Ferro                    |                       | Partido Social Democrático PSD                   | 31 de janeiro de 1963   | 30 de janeiro de 1967                   | Prefeito eleito em sufrágio universal |
| 18 | Firmo Daflon Filho                      |                       | Aliança Renovadora Nacional ARENA                | 31 de janeiro de 1967   | 11 de outubro de 1969                   | Prefeito eleito em sufrágio universal |
| 19 | Altair Jardim Corrêa                    |                       | Aliança Renovadora Nacional ARENA                | 11 de outubro de 1969   | 30 de janeiro de 1971                   | Vice-prefeito no cargo de titular |
| 20 | Hélio Vogas                             |                       | Aliança Renovadora Nacional ARENA                | 31 de janeiro de 1971   | 30 de janeiro de 1973                   | Prefeito eleito em sufrágio universal |
| 21 | Hermes Pereira Ferro                    |                       | Aliança Renovadora Nacional ARENA                | 31 de janeiro de 1973   | 30 de janeiro de 1977                   | Prefeito eleito em sufrágio universal |
| 22 | João da Rocha Ferreira Júnior           |                       | Aliança Renovadora Nacional ARENA                | 31 de janeiro de 1977   | 8 de abril de 1981                      | Prefeito eleito em sufrágio universal |
| 23 | Carlin Benedito Latini                  |                       | Partido Democrático Social PDS                   | 8 de abril de 1981      | 2 de janeiro de 1983                    | Vice-prefeito no cargo de titular |
| 24 | Hermes Pereira Ferro                    |                       | Partido Democrático Social PDS                   | 3 de janeiro de 1983    | 31 de dezembro de 1988                  | Prefeito eleito em sufrágio universal |
| 25 | Antônio José Segalote Pontes            |                       | Partido Democrático Social PDS                   | 1° de janeiro de 1989   | 31 de dezembro de 1993                  | Prefeito eleito em sufrágio universal |
| 26 | Geraldo Pietrani                        |                       | Partido Democrático Social PDS                   | 1° de janeiro de 1993   | 31 de dezembro de 1996                  | Prefeito eleito em sufrágio universal |
| 27 | Antônio José Segalote Pontes            |                       | Partido Progressista Brasileiro PPB              | 1° de janeiro de 1997   | 31 de dezembro de 2000                  | Prefeito eleito em sufrágio universal |
| 27 | Antônio José Segalote Pontes            | 1° de janeiro de 2001 | Partido Progressista Brasileiro PPB              | 31 de dezembro de 2004  | Prefeito reeleito em sufrágio universal | |
| 28 | Geraldo Pietrani                        |                       | Partido Progressista PP                          | 1° de janeiro de 2005   | 31 de dezembro de 2008                  | Prefeito eleito em sufrágio universal |
| 28 | Geraldo Pietrani                        | 1° de janeiro de 2009 | Partido Progressista PP                          | 31 de dezembro de 2012  | Prefeito reeleito em sufrágio universal | |
| 29 | Carmod Barbosa Bastos                   |                       | Partido dos Trabalhadores PT                     | 1° de janeiro de 2013   | 14 de abril de 2014                     | Prefeito eleito em sufrágio universal |
| -  | Mauro Henrique Silva Queiroz Chagas     |                       | Partido dos Trabalhadores PT                     | 14 de abril de 2014     | 20 de março de 2015                     | Vice-prefeito no cargo de titular |
| -  | Rosângela Pereira Borges do Amaral      |                       | Partido do Movimento Democrático Brasileiro PMDB | 20 de março de 2015     | 31 de dezembro de 2016                  | Presidente da Câmara Municipal completou o mandato                                                                                               |
| 30 | Carlos Otávio da Silva Rodrigues        |                       | Partido Progressista PP                          | 1° de janeiro de 2017   | 31 de dezembro de 2020                  | Prefeito eleito em sufrágio universal |
| 31 | Alif Rodrigues da Silva                 |                       | Solidariedade                                    | 1° de janeiro de 2021   | 31 de dezembro de 2024                  | Prefeito eleito em sufrágio universal |
| 32 | Claudiane dos Santos Pietrani Rodrigues |                       | Solidariedade                                    | 1° de janeiro de 2025   | Atual                                   | Prefeita eleita em sufrágio universal |